# Xylopteryx nacaria
Xylopteryx nacaria är en fjärilsart som beskrevs av Swinhoe 1904. Xylopteryx nacaria ingår i släktet Xylopteryx och familjen mätare. Inga underarter finns listade i Catalogue of Life.